# Pertinaz de Bizâncio
Pertinaz (em latim: Pertinax) foi bispo de Bizâncio entre 169 e a sua morte, em 187 d.C. As informações sobre sua vida foram retiradas principalmente das obras de Doroteu de Tiro. De acordo com ele, Pertinaz era originalmente um oficial graduado no exército romano baseado na Trácia. Quando contraiu uma doença, ele ouviu rumores sobre milagres que aconteciam aos aderentes de uma nova religião - o cristianismo - e buscou o conselho do bispo Alípio de Bizâncio. Quando sua doença foi curada, ele assumiu que foi por conta da intervenção do bispo e se converteu. 
Logo depois, ele foi ordenado padre por Alípio e acabou sucedendo-lhe na sé de Bizâncio.